# Enric Valor i Vives

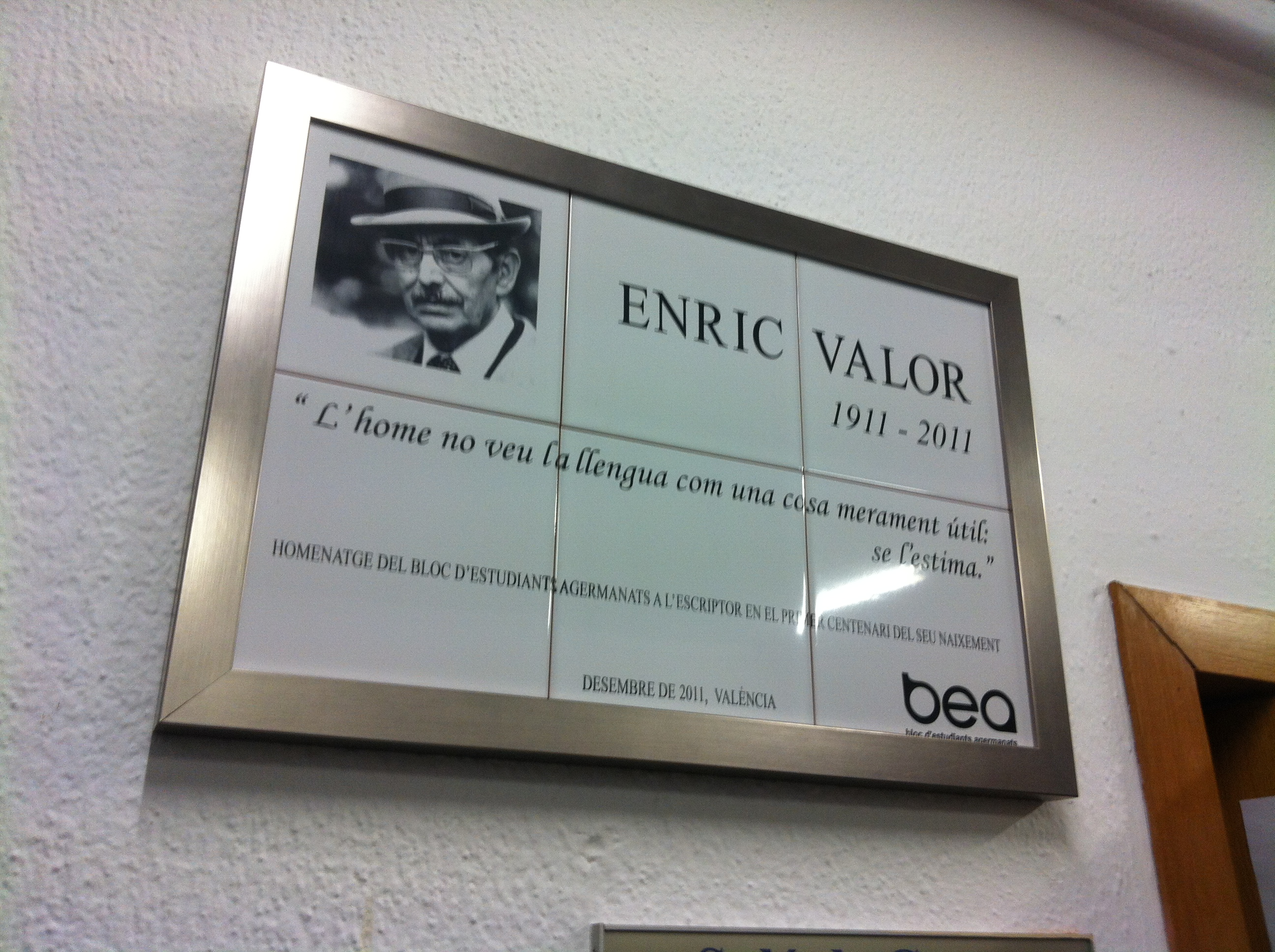
Pamětní deska ve Valencii

Enric Valor i Vives (22. srpna 1911, Castalla, Alicante – 13. ledna 2000, Valencie) byl valencijský vypravěč a filolog, který se nejvíce zasloužil o shromáždění a obnovení valencijské lexikografie a který významně propagoval standardizaci katalánštiny v oblasti Valencie.

## Životopis
Enric Valor se narodil v roce 1911 do bohaté rodiny z městečka Castalla ve valencijském kraji l'Alcoià. Jako devatenáctiletý se v roce 1930 stal novinářem v Alicante, kde psal pro satirické noviny s valencijským názvem El Tio Cuc. Během Druhé Španělské republiky byl aktivním politikem. Usiloval především o autonomní status pro Valencijskou oblast a ustavení Alicante jako „katalánského“ města. V ten čas pracoval také pro několik nacionalistických novin města Valencie: La República de les Lletres, El Camí, El País Valencià. V době Španělské občanské války podporoval Španělskou republiku.
Po válce přerušil své politické aktivity a soustředil se na literaturu. Na začátku 50. let začal publikovat „rondalles“, druh valencijských lidových příběhů, který vycházel v Rondalles valencianes (1950–1958). Během 60. let navázal na ilegální politické aktivity podporující valenciánský nacionalismus, následkem čehož se stal mezi léty 1966–1968 politickým vězněm Francova diktátorského režimu. Po návratu z vězení v duchu vlastních slov „žádnou lekci není nutné se naučit“, založil skoro první poválečný časopis ve Valencii; Gorg (katalánský název, doslovně „Vír“). Po skončení Frankovy diktatury mohl Enric Valor svobodně prezentovat své názory a literární práce. Začalo mu být udíleno mnoho důležitých literárních a lingvistických ocenění ze všech katalánsky mluvících zemí. Během 90. let část valencijské společnosti a kulturních skupin prosazovala Valora jako kandidáta na Nobelovu cenu za literaturu, v roce 2000 však náhle zemřel. V současnosti je po něm pojmenováno mnoho ulic, náměstí, škol a sdružení po celém Valencijském společenství.

## Lingvistické práce
Jeho první lingvistická práce vydaná v týdeníku El Tio Cuc, vycházejícím v Alicante, byla psána „pošpanělštěnou“ katalánštinou a přes několik výslovnostních omylů jí Valor zahájil praxi začleňování lekcí z katalánského pravopisu a gramatiky do svých prací. Pod vedením Francesca de Borja Molla se podílel se na vytváření Katalánsko-valencijsko-baleárského slovníku (tedy slovníku mezi katalánskými dialekty), který byl zahrnut do Lexikonu jižní valencijštiny. Podobně jako Carles Salvador a Sanchis Guarner byl jedním z hlavních propagátorů standardizace katalánštiny ve Valencijské oblasti, kde se napomohl rozšíření Pompeu Fabrovi gramatiky pracemi jako Curs de la llengua valenciana (Gorg, 1961), Millorem el llenguatge (1971) a Curso medio de gramática catalana referida especialmente al País Valenciano (1973).
V roce 1983 vydal La flexió verbal („Ohebná slovesa“), kde uspořádal široce používaná valencijská slovesa. Jeho práce se stala hlavním zdrojem pro normativní používání sloves a je používána jako základní učební materiál pro valencijské žáky. Kromě toho je potřeba zdůraznit bohatou lexikografii odvozenou z jeho literárních prací, zvláště z jeho rondalles, v nichž shromáždil slovní zásobu a pověsti z mnoha valencijských krajů.

## Literární práce
Jeho nejznámější prací jsou Rondalles valencianes (1950 – 1958), sbírka 36 valencijských lidových příběhů podaná jako literární vyprávění. Mezi další díla podobného stylu patří Narracions de la Foia de Castalla (1953) a Meravelles i picardies (1964 – 1970). Jeho první román L'ambició d'Aleix začal psát mezi 40. a 50. lety, do vydání v roce 1960 jej však celý předělal. Jeho snad nejvýznamnějším románovým dílem je Cicle de Cassana, tvořené z tří románů Sense la terra promesa (1960), Temps de batuda (1983) a Enllà de l'horitzó (1991). Trilogie Cicle de Cassana se zaměřuje na připomínání kolektivní paměti mezi lety 1916 a 1939, která byla potlačována a držena v tajnosti diktátorským režimem. V roce 1982 publikoval práci La idea de l'emigrant.

## Ocenění a pocty
- 1983, Cena Sanchise Guarnera (Premi Sanchis Guarner), od rady provincie Valencie.
- 1985, Valencijská umělecká cena (Premi de les Lletres Valencianes) od rady města Valencie.
- 1986, Člen Katedry filologie při Institutu katalánských studií (Institut d'Estudis Catalans, IEC).
- 1987, Katalánská čestná vědecká cena (Premi d'Honor de les Lletres Catalanes) od Òmnium Cultural de Barcelona.
- 1987, Člen Poradního sboru Meziuniverzitního institutu valencijské filologie (Institut Interuniversitari de Filologia Valenciana).
- 1993, Čestný doktor Valencijské university.
- 1993, Kříž svatého Jiřího (Creu de Sant Jordi) od Generalitat de Catalunya.
- 1996, Miquelet d'Honor od Societat Coral El Micalet ve Valencii.
- 1997, Premi Cavanilles od Valencijského institutu přírody a turistiky (Institut Valencià d'Excursionisme i Natura).
- 1998, Čestný doktor Univerzity Baleárských ostrovů.
- 1999, Čestný doktor Univerzity Jakuba I. (Universitat Jaume I) v Castelló.
- 1999, Čestný doktor Univerzity v Alicante.
- 1999, Čestný doktor Polytechnické univerzity ve Valencii (Universitat Politècnica de València).